# Geoplana caucaensis
Geoplana caucaensis is een platworm (Platyhelminthes). De worm is tweeslachtig. De soort leeft in of nabij zoet water.
Het geslacht Geoplana, waarin de platworm wordt geplaatst, wordt tot de familie Geoplanidae gerekend. De wetenschappelijke naam van de soort werd voor het eerst geldig gepubliceerd in 1914 door de Zwitserse parasitoloog Otto Fuhrmann. Het is een van de nieuwe soorten die hij verzamelde op zijn expeditie samen met Eugène Mayor naar Colombia in 1910. De soort is genoemd naar de vindplaats, de oevers van de rivier Cauca op een hoogte van 760 meter. 
Fuhrmann vond twee exemplaren, die 25 mm lang waren en 3 tot 4 mm breed.